# Хитин
Хитин је комплексни полисахарид изграђен од аминошећера N-ацетилглукозамин, деривата глукозе. Гради омотач зглавкара, гљиве, лишајеви и бактерија. Овај полисахарид је примарна компонента ћелијских зидова гљивица, егзоскелета зглавкара, као што су ракови и инсекти, радуле мекушаца, кљунова главоножаца и крљушти рибе и коже лизамфибија. Структура хитина је упоредива са једним другим полисахаридом, целулозом, који формира кристалне нанофибриле или бркове. Он је функционално упоредив са протеином кератином. Хитин се показао корисним у неколико медицинских, индустријских и биотехнолошких видова примене.
Хитин има заштитну улогу јер је веома отпоран према многим растварачима. Хитин се разлаже: у смеши сумпорне киселине и неких база, и у ћелијама под дејством хитиназе; хитиназа је ензим који се налази и у цреву пужева који се хране ситним зглавкарима.

## Етимологија
Енглеска реч „chitin“ потиче од француске речи chitine, која је изведена 1821. године од грчке речи χιτων (khitōn) са значењем покривач.

## Хемија, физичка својства и биолошка функција
Структуру хитина утврдио је Алберт Хофман 1929. године. Хофман је хидролизовао хитин користећи сирови препарат ензима хитиназе, који је добио од пужа Helix pomatia.
Хитин је модификовани полисахарид који садржи азот; он се синтетише из јединица N-ацетил--глукозамина (тачније, 2-(ацетиламино)-2-дезокси--глукоза). Ове јединице формирају ковалентне β-(1→4)-везе (попут веза између глукозних јединица које формирају целулозу). Према томе, хитин се може описати као целулоза са по једном хидроксилном групом на сваком мономеру замењеном ацетил аминском групом. То омогућава појачано водонично везивање између суседних полимера, што даје хитин-полимерској матрици већу чврстоћу.
У свом чистом, неизмењеном облику, хитин је прозиран, савитљив, еластичан и прилично жилав. У већини артропода, међутим, он је често модификован, јављајући се углавном као компонента композитних материјала, као што је склеротин, затемњена протеинскa матриca, којa чини већи део егзоскелета инсеката. У комбинацији са калцијум карбонатом, као у љускама ракова и мекушаца, хитин даје много јачи композит. Овај композитни материјал је много тврђи и тврђи од чистог хитина, чвршћи је и мање ломљив од чистог калцијум-карбоната. Још једна разлика између чистих и композитних облика може се видети поређењем флексибилног телесног зида гусенице (углавном хитина) са укоченим, лаганим елитроном буба (који садржи велики удео склеротина).
У крилима лептира, хитин је организован у наслаге жироида изграђених од хитинских фотонских кристала који производе разне иридесцентне боје које служе фенотипској сигнализацији и комуникацији при парењу и потрази за храном. Сложена хитинска жироидна конструкција у лептировим крилима ствара модел оптичких уређаја који имају потенцијал за иновације у биомиметици. Скарабске бубе из рода Cyphochilus такође користе хитин да би створиле изузетно танке лустре (дебеле пет до петнаест микрометара) које дифузно одбијају белу светлост. Те лустре формирају мреже насумично поређаних нити хитина пречника на скали од стотина нанометара, које служе за расејање светлости. Сматра се да вишеструко расипање светлости игра улогу у необичној белини крљушти. Поред тога, неке социјалне осе, попут Protopolybia chartergoides, орално излучују материјал који садржи претежно хитин за ојачавање спољних омотача гнезда, састављених од папира.
Хитозан се комерцијално производи деацетилисањем хитина; хитозан је растворљив у води, док хитин није.
Нановлакна су направљена од хитина и хитозана.

## Утицаји на здравље
Организми који производе хитин попут протозоа, гљивица, зглавкара и нематода често су патогени других врста.

### Људи и други сисари
Људи и други сисари имају хитиназу и протеине налик хитинази који могу разградити хитин; они такође поседују неколико имунских рецептора који могу препознати хитин и његове производе разградње у молекуларном обрасцу повезаном са патогенима, покрећући имунски одговор.
Хитин се углавном детектује у плућима или гастроинтестиналном тракту где може да активира урођени имунски систем преко еозинофила или макрофага, као и адаптивни имунски одговор кроз Т помоћне ћелије. Кератиноцити у кожи такође могу реаговати на хитин или фрагменте хитина. Према ин витро студијама, хитин детектују рецептори, као што су , KLRB1, REG3G, Тол-сличан рецептор 2, CLEC7A и манозни рецептори.
Имунски одговор понекад може очистити хитин и с њим повезан организам, али понекад је имунски одговор патолошки и постаје алергија; сматра се да алергија на гриње у кућној прашини бива покренута реакцијом на хитин.

### Биљке
Биљке такође имају рецепторе који могу да изазову одговор на хитин, наиме хитином побуђену рецепторску киназу 1 и хитином побуђени везујући протеин. Први хитински рецептор клониран је 2006. Када се рецептори активирају хитином, долази до изражавања гена повезаних са одбраном биљака, и активирају се јасмонатни хормони, који заузврат активирају систематску одбрану. Коменсалне гљиве имају начине интеракције са имунским одговором домаћина, који према подацима из 2016. нису били довољно изучени.
Неки патогени производе протеине који се везују за хитин чиме маскирају свој хитин од ових рецептора. Zymoseptoria tritici је пример гљивичног патогена који има такве блокирајуће протеине; то је једна од главних штеточина у усевима пшенице.

## Фосилни запис
Хитин је вероватно био присутан у егзоскелетима камбријских артропода попут трилобита. Најстарији сачувани хитин датира из олигоцена, од пре око 25 милиона година, и састоји се од шкорпиона обавијеног јантаром.

## Употребе

### Пољопривреда
Хитин је добар индуктор биљних одбрамбених механизама за контролу болести. Он има потенцијал за употребу као ђубриво или средство за побољшање плодности тла и отпорности биљака, што може довести до увећања приноса усева.

### Индустрија
Хитин се користи у индустрији у многим процесима. Примери потенцијалне употребе хемијски модификованог хитина у преради хране укључују стварање јестивих филмова и као додатак за згушњавање и стабилизацију хране и прехрамбених емулзија. У процесима за заштиту и ојачавање папира користи се хитин и хитозан.

## Истраживања
Начин на који хитин комуницира са имунским системом биљака и животиња био је активно подручје истраживања, укључујући идентитет кључних рецептора са којима хитин реагује, да ли је величина хитинских честица релевантна за врсту имунског одговора који се покреће, и механизми помоћу којих имуни систем реагује. Хитин и хитозан су истражени као вакцински адјуванти због своје способности да стимулишу имуни одговор.
Хитин и хитозан су у развоју као основа у студијама раста ткива и зарастања ран, као и у напорима да се изуму бољи завоји, хируршки конци и материјали за алотрансплантацију. Хируршки конци од хитина су истраживани већ дуги низ година, али према подацима из 2015. није доспели на тржиште; њихов недостатак еластичности и проблеми израде су спречили комерцијални развој.
Године 2014, уведен је метод за употребу хитозана као репродуктивног облика биоразградиве пластике. Хитнаска нановлакна се екстрахују из отпадака ракова и гљива ради могућег развоја производа у ткивном инжењерству, медицини и индустрији.
Године 2020, хитин је предложен за употребу у грађевинским конструкцијама, алатима и другим чврстим предметима од композитног материјала хитина у комбинацији са марсовским реголитом. У овом сценарију, биополимери у хитину делују као везиво за реголитни агрегат да би створили композитни материјал сличан бетону. Аутори верују да би отпадни материјали из производње хране (нпр. крљушти од рибе, егзоскелети од ракова и инсеката итд) могли да се користе као сировина за производне процесе.